# Liste der Ständigen Vertreter Spaniens bei der UNESCO
Diese Seite listet die Ständigen Vertreter Spaniens bei der Organisation der Vereinten Nationen für Erziehung, Wissenschaft und Kultur (UNESCO) in Paris auf.

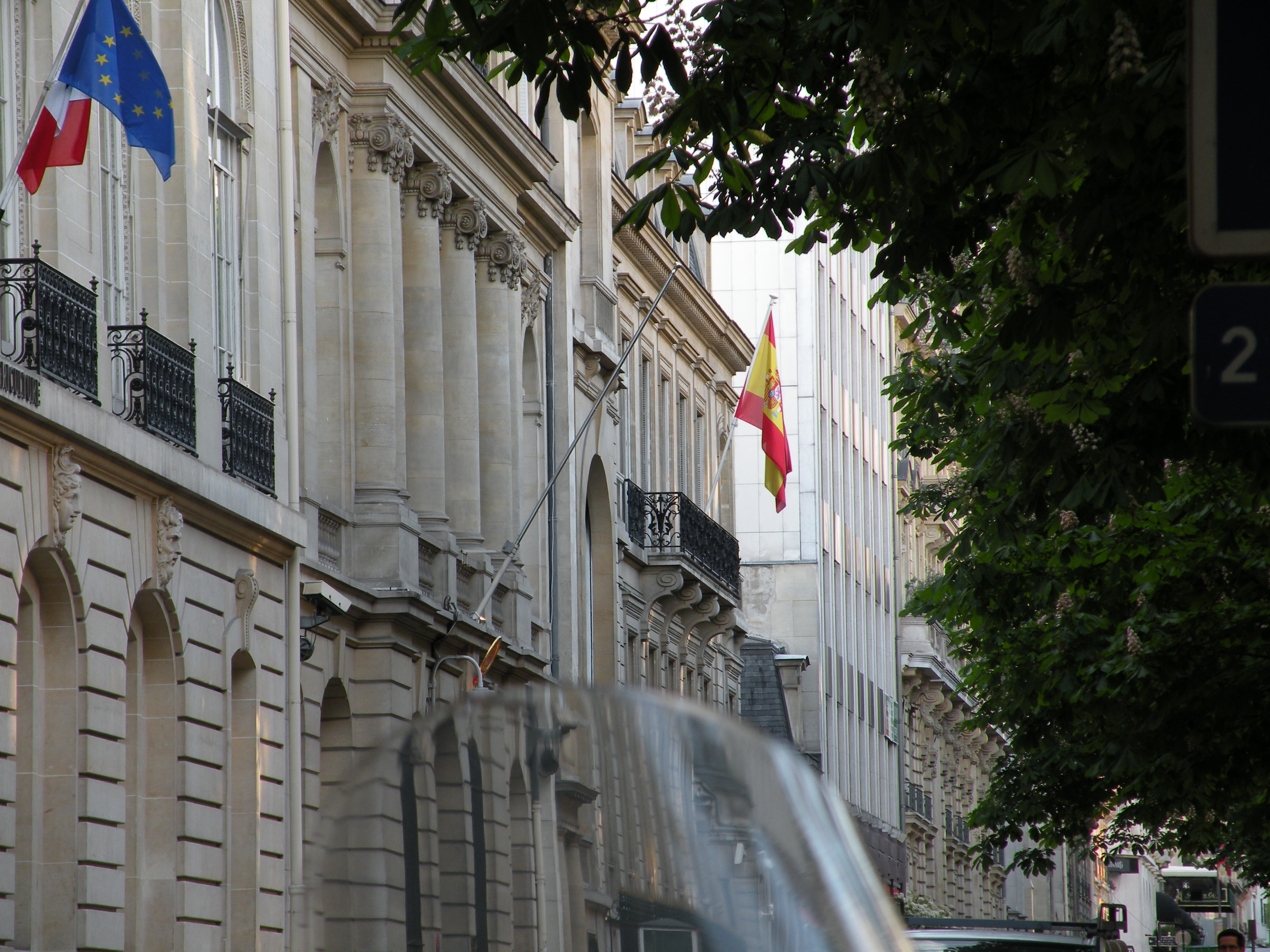
Spanische Botschaft, 22 Avenue Marceau, 75008 Paris

Spanien ist seit dem 30. Januar 1953 Mitglied der UNESCO. Zu den Aufgaben des Leiters der Mission gehört die Koordination zwischen spanischer Regierung und den Organen der UNESCO, insbesondere bei der Umsetzung der Welterbekonvention in Spanien.

## Ständige Vertreter bei der UNESCO
- 1997–2000: Jesús Ezquerra Calvo
- 2000–2003: Francisco Villar
- 2003–2004: Yago Pico de Coaña
- 2004–2006: José María Ridao Dominguez
- 2006–2010: María Jesús San Segundo
- 2010–2012: Ion de la Riva Guzmán de Frutos
- 2012–2015: Juan Manuel de Barandica y Luxan
- seit 2015: Maria Teresa Lizaranzu Perinat

Stand: März 2016